# 컴온 베이비 (비디오 게임)
《컴온 베이비》(Come On Baby)는 엑스포테이토사에서 개발한 아케이드 비디오 게임의 하나이다. 게이머는 컴퓨터 자판을 빠르게 타이밍에 맞춰 두드려서 진행한다.
12개의 스포츠 종목이 있으며, 여기에는 문어 떼내기, 뺨때리기, 말뚝박기, 100m 기어가기, 코뿔소 멀리 쏘기 등이 포함된다.

## 등장인물
등장인물로는 아기들이 등장하며, 총 6명이 출현한다.
- 대장:두기[남자]
- 부대장:카프레오[남자]
- 총괄부대장:팡팡[여자]
- 여검:모모카[여자]
- 집행대장:돈부리[남자]
- 총괄국장:잠비[여자]

## 포팅
원래 아케이드(오락실)용 게임으로 개발되었다가 개량된 PC용 게임은 2001년 3월 26일에 출시되었다. 2005년 3월 24일 플레이스테이션 2용으로도 포팅, 출시되었다.
2012년 8월 24일 컴투스에 따르면 스마트폰용 버전은 T스토어를 비롯한 한국의 오픈마켓 3사에 2012년 8월 23일 출시를 완료했다고 밝혔다.